# Кабрера Фелипе, Блас
Блас Кабрера Фелипе (исп. Blas Cabrera Felipe; 20 мая 1878, Арресифе, Лансароте — 1 августа 1945, Мехико) — испанский физик, исследователь магнетизма, основоположник физических исследований в Испании.

## Биография
Кабрера получил степень бакалавра в Университете Ла-Лагуна (Тенерифе, Испания). Образование продолжил в Мадриде, где, следуя семейной традиции, изучал юриспруденцию. В это время он познакомился с Сантьяго Рамоном-и-Кахалем, который убедил Кабреру отказаться от карьеры юриста и заняться наукой. В 1901 году Кабрера окончил Центральный университет Мадрида (в настоящее время — Мадридский университет Комплутенсе), получив докторскую степень по физике.
Кабрера занялся экспериментальной физикой, основное внимание уделяя области магнитных свойств материи. Вскоре он заслужил репутацию специалиста среди физиков своего времени. В 1903 году он участвовал в создании Испанского общества физики и химии. В 1905 году получил кафедру электричества и магнетизма в Центральном университете. В 1909 женился на Марии Санчес Реал. В 1910 возглавил лабораторию физических исследований при Совете прикладных исследований. Лаборатория вела работу по пяти направлениям: магнитохимия, физическая химия, электрохимия, электроскопия и спектроскопии — в сделала существенный вклад в развитие физики в Испании. Получив в 1912 году грант от Совета прикладных исследований, Кабрера посетил несколько европейских исследовательских центров, в том числе лабораторию физики Швейцарской высшей технической школы Цюриха, где директором был Питер Вайс. Здесь Кабрера провёл эксперименты по магнитохимии. Он также побывал в физических лабораториях Женевского и Гейдельбергского университетов и Международном бюро мер и весов в Париже.
По возвращении в Испанию Кабрера стал использовать методы, ставшие ему известными во время поездки по Европе, особенно те, что были разработаны в лаборатории Цюриха, чтобы продолжить исследования по магнетизму. Кроме него к работе подключились и другими исследователями, включая Энрике Молеса Ореллу и Артуро Дюперье.
Исследовательская работа приносила богатые плоды. Между 1910 и 1934 годом Кабрера опубликовал около 110 работ. Он дал объяснение кривым намагничивания кривые с использованием магнетона Вайса, модифицировал закон Кюри при температуре выше точки Кюри и вывел уравнение магнитного момента атома с учётом влияния температуры.
Одновременно Кабрера внёс большой вклад в улучшение экспериментальных установок. Он был первым ученым в Испании, начавшим использовать методы теории ошибок инаименьших квадратов для определения физических констант. Некоторые из его измерений магнитной восприимчивости продолжают оставаться наиболее точным до настоящего момента.
Помимо исследовательской работы Кабрера находил время и для другой деятельности. Он известен как популяризаторн современных теорий физики, в частности, в 1912 году опубликовал статью в журнале Real Academia de Ciencias Exactas, Físicas y Naturales, озаглавденную «Фундаментальные принципы векторного анализа в трехмерном пространстве и в пространстве Минковского» («Principios fundamentales del análisis vectorial en el espacio de tres dimensiones y en el Universo de Minkowski»). Вместе с опубликованным в 1912 году Эстебаном Террадасом обзором книги Макса фон Лауэ Das Relativitätsprincip (1911), эта статья представила испанцам специальную теорию относительности.

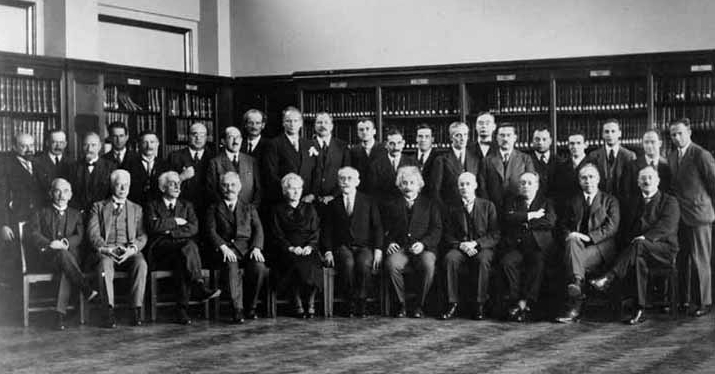
Фотография участников на 6-й Сольвеевской конференции 1930 года. Кабрера сидит в первом ряду третий слева

Вклад Кабреры в физику был признан на международном уровне. Кабрера принимал Альберта Эйнштейна во время его визита в Испанию в 1923 году. В 1928 году Кабрера стал членом Французской академии наук по протекции физиков Поля Ланжевена и Мориса де Бройля. В том же году он получил высшее признание в своей карьере: по просьбе Эйнштейна и Марии Кюри, Кабрера был включён в состав 6-го Научный комитет Сольвеевской конференции. Эти конференции, проводившиеся раз в три года, собирали лучших физиков мира. На конференции 1930 года Кабрера выступил с докладом о магнитных свойствах материи.
В 1931 году Кабрера был назначен директором Центрального университета Мадрида. Год спустя, вместе с другими учеными, такими как Мигель А. Каталан и его ученик, Хулио Паласиос, он настоял на создании Национального института физики и химии. Спонсором проекта выступил Фонд Рокфеллера, а сам институт был размещён в здании, известном как Edificio Rockefeller на улице Серрано в Мадриде. Сегодня в нём располагается Химико-физический институт Рокасолано Испанского национального исследовательского совета. Также в 1931 году Кабрера сменил Леонардо Торреса Кеведо в Международном бюро мер и весов. В 1933 году участвовал в создании Летнего международного университета Сантандер (ныне Международный университет Менендеса Пелайо), в следующем году став его директором. В 1936 году, когда разразилась испанская гражданская война, Кабрера находился в Сантандере, откуда уехал во Францию, а затем вернулся в Мадрид. В 1937 году председатель Международного бюро мер и весов, Питер Зееман, назначил его секретарём бюро. Эту должность Кабрера занимал до 1941, в связи с чем постоянно находился в Париже.
Тем не менее, после окончания гражданской войны, правительство Франко потребовало от него покинуть пост, хотя должность не имела никакого значения для Испании. Кабрера подал в отставку и отправился в добровольное изгнание в Мексику, где его приняли на факультете естественных наук в Национальном автономном университете Мексики, в составе которого он стал профессором атомной физики и истории физики. В 1944 году он возглавил журнал журналом Ciencia, в редакции которого работали многие изгнанные из Испании ученые; после смерти Кабрера эта должность перешла к Игнасио Боливару. В том же году Институт испанской культуры в Буэнос-Айресе опубликовал последнюю работу Кабреры, El magnetismo de la materia. Он умер в Мексике в 1945 году.

## Работы

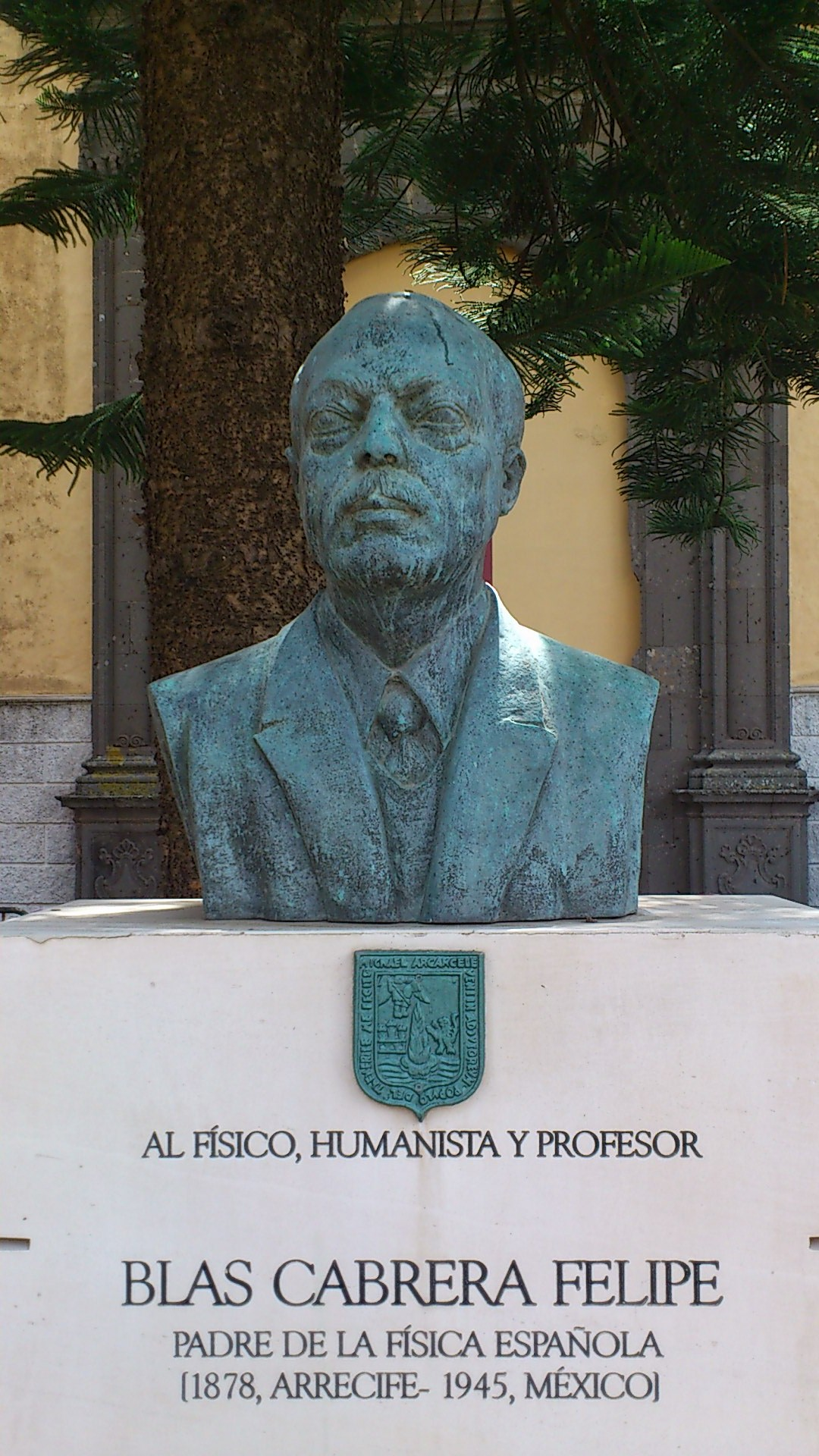
Бронзовый бюст Бласа Кабреры Фелипе в Сан-Кристобаль-де-ла-Лагуна, Тенерифе.

- La teoria de los magnetones y la magnetoquímica de los compuestos férricos (1912).
- Principios fundamentales de análisis vectorial en el espacio de tres dimensiones y en el Universo de Minkowski (1912 13).
- Estado actual de la teoría de los rayos X y Y. Su aplicación al estudio de la estructura de la materia (1915).
- ¿Qué es la electricidad? (1917).
- MagnétoChimie (1918).
- El estado actual de la teoría del magnetismo (19161919).
- Principio de relatividad (1923).
- Paramagnetismo y estructura del átomo y de la molécula (19232627).
- El átomo y sus propiedades electromagnéticas (1927).
- L'étude expérimentale du paramagnétisme. Le magnéton (1931).
- Electricidad y teoría de la materia (1933).
- Diaet paramagnétisme et structure de la matiére (1937).
- El atomismo y su evolución (1942).
- El magnetismo de la materia (1944).